# La discreta enamorada
La discreta enamorada és una obra de teatre de Lope de Vega, escrita l'any 1604.

## Sinopsi
La història es dona a entendre a Madrid, a la fi de segle xvi. Al carrer dels Jardins viu Fenisa, una bona filla, amb la seva mare, Belisa. Just al davant, Lucindo amb el seu pare, el capità Bernardo, un militar retirat. Al costat d'ells se succeeixen les relacions entre Lucindo, Gerarda i Doristeo.
Fenisa està interessada en Lucindo, i Belisa s'ha sentit observada per Bernardo. Sembla un doble aparellament amorós, però en una comèdia d'embolic les relacions no poden ser tan senzilles.Quan Fenisa rep la notícia que haurà de casar-se amb el capità Bernardo, si bé és conscient que mestressa a Lucindo, no pot per menys que respondre el que contestaria una bona filla.
Fenisa ha d'aconseguir l'atenció de Lucindo, i des del primer moment se sent disposat a aconseguir-lo. Fins i tot acceptant una equívoca relació amb Bernardo per a arribar a la seva pretensió.
Fenisa enganyarà a tots, però serà virtuosa, es casarà amb Lucindo i els personatges burlats trobaran consol casant-se entre si.
Una obra en el qual se succeiran els missatges amb doble intenció, les confusions, els malentesos i les disfresses per a simular altres persones.

## Personatges
- Belisa, vídua
- Fenisa, la seva filla
- Bernardo, capità
- Lucindo, el seu fill
- Hernando, criat
- Doristeo, gentilhome
- Finardo, gentilhome
- Gerarda, dama cortesana

## Representacions destacades
- Teatro Español, Madrid, 6 d'octubre de 1945[1][2]
  - Director: Cayetano Luca de Tena.
  - Decorats: Sigfrido Burmann.
  - Adaptació: Agustín González de Amezúa.
  - Figurins: Emilio Burgos.
  - Intèrprets: Mercedes Prendes, Julia Delgado Caro, Porfiria Sánchez, José Rivero, José María Seoane, Verónica Beas.

## Adaptacions
L'obra s'ha adaptat per a televisió en tres ocasions, totes elles en Televisió espanyola:
- Teatro de siempre (27 de juliol de 1970). Intèrprets: Mercedes Barranco, José Franco, Alicia Hermida, José Luis Lespe, Luisa Sala.
- Estudio 1 (20 de juliol de 1980). Direcció: Cayetano Luca de Tena. Intèrprets: Violeta Cela, Jaime Blanch, Luis Prendes, Julia Trujillo, Fedra Lorente.
- Función de noche (17 de juliol del 1996). Intèrpretes: Natalia Menéndez, Juanjo Artero, Francisco Casares, Joaquín Notario, Berta Riaza, María Luisa San José.